# 福島県道53号会津高田柳津線
福島県道53号会津高田柳津線（ふくしまけんどう53ごう あいづたかだやないづせん）は、福島県大沼郡会津美里町から河沼郡柳津町に至る県道（主要地方道）である 。

## 概要

### 路線データ
- 起点：大沼郡会津美里町高田甲
- 終点：河沼郡柳津町柳津字下平乙
- 総延長：21.544 km[1][要出典]
  - 実延長：総延長に同じ

## 歴史
- 1982年4月1日 - 建設省告示第935号が公布され、県道会津高田柳津線、会津柳津停車場線の一部が主要地方道会津高田柳津線として指定される。
- 1982年（昭和57年）4月1日 - 福島県によって現在の県道路線と路線名が認定される[2]。
- 1993年（平成5年）5月11日 - 建設省から、県道会津高田柳津線が会津高田柳津線として主要地方道に指定される[3]。

## 路線状況

### 重用路線
- 福島県道59号会津若松三島線（大沼郡会津美里町赤留字中ノ山 - 河沼郡柳津町猪倉野）
- 福島県道225号会津柳津停車場線（河沼郡柳津町柳津字上村甲 - 同郡同町柳津字下平乙 終点）

### 自動車交通不能区間
- 大沼郡会津美里町大字赤留地内（延長0.5km）[4]

町道によって通行が可能である。

### 冬期交通不能区間
- 大沼郡会津美里町赤留字中ノ山 - 同郡同町赤留字滝峠（延長3.6km）[4]
- 大沼郡会津美里町上平字西ノ原 - 河沼郡柳津町軽井沢字南（延長2.1km）[4]

### 道路施設
銀山大橋
- 全長：67.0m
- 幅員：9.2m
- 竣工：1978年[5]

柳津町猪倉野にて一級水系阿賀野川水系只見川支流銀山川を渡る。
兎沢橋
- 全長：20.4m
- 幅員：6.8m
- 竣工：1972年[6]

柳津町猪倉野にて一級水系阿賀野川水系只見川支流銀山川を渡る。橋上は上下対面通行ながらセンターラインや歩道は設置されていない。
落合橋
- 全長：24.4m
- 幅員：7.7m
- 竣工：1973年[6]

柳津町猪倉野から柳津字上川原甲に跨り、一級水系阿賀野川水系只見川支流銀山川を渡る。橋上は上下対面通行ながらセンターラインや歩道は設置されていない。

## 地理

### 通過する自治体
- 大沼郡会津美里町
- 河沼郡柳津町

### 交差する道路
- 会津美里町
  - 国道401号（高田甲 起点）
  - 福島県道365号赤留塔寺線（赤留字堂ノ前）
（自動車交通不能区間）
  - 福島県道59号会津若松三島線 会津若松方面（赤留字中ノ山）
- 柳津町
  - 福島県道59号会津若松三島線 三島方面（軽井沢）
  - 福島県道151号山都柳津線（福島県道225号会津柳津停車場線 会津柳津駅方面重用区間）（柳津字上村甲）
  - 国道252号（柳津字下平乙 終点）

### 沿線
- 赤留峠
- 銀山川